# مرد خانه‌دار

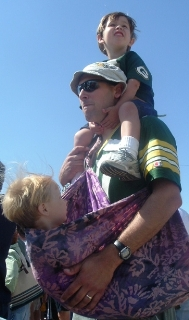
یک مردِ خانه‌دار و فرزندانش.

مردِ خانه‌دار، مردی است که شغل نداشته و پیشهٔ اصلیِ او خانه‌داری می‌باشد.